# Paul Ulrich Villard
Paul Villard (28 tháng 9 năm 1860 – 13 tháng 1 năm 1934) là một nhà hóa học và nhà vật lý học người Pháp. Ông đã phát hiện ra tia gamma vào năm 1900 khi đang nghiên cứu bức xạ phát ra từ radium.

## Nghiên cứu ban đầu
Villard sinh ra ở Saint-Germain-au-Mont-d'Or, Rhône. Ông tốt nghiệp đại học École Normale Supérieure năm 1881 và đã giảng dạy ở một số trường Lycées, kết thúc việc dạy tại một trường Lycée ở Montpellier. Ông làm việc tại một phòng thí nghiệm ở Ecole Normale Supérieure cho đến khi nghỉ hưu. Vào thời điểm ông phát hiện ra cái mà ngày nay chúng ta gọi là tia gamma, Villard đang làm việc trong khoa hóa học của École Normale Supérieure rue d'Ulm, Paris .
Villard cũng được ghi nhận là người phát hiện ra argon hydrat. Ông đã dành phần đầu của sự nghiệp (1888–1896) để tập trung vào các hợp chất tương tự ở áp suất cao.

## Khám phá tia gamma
Villard đã nghiên cứu bức xạ từ các muối radium thoát ra qua một khe hẹp của một hộp chứa được che chắn và bắn lên một phim tấm, xuyên qua một lớp chì mỏng có tác dụng ngăn các tia alpha. Ông đã có thể chỉ ra rằng bức xạ còn lại bao gồm loại tia thứ hai và thứ ba. Một trong số chúng đã bị từ trường làm lệch hướng (tương tự như "tia dương cực") và có thể được xác định là tia beta của Rutherford. Loại tia cuối cùng là một loại bức xạ có độ xuyên thấu rất cao mà trước đây chưa từng được biết đến.
Villard là một người khiêm tốn và ông đã không đề xuất tên cụ thể cho loại phóng xạ mà ông đã phát hiện ra. Năm 1903, chính Ernest Rutherford đã đề xuất gọi tia Villard là tia gamma vì chúng có khả năng xuyên thấu mạnh hơn nhiều so với tia alpha và tia beta mà Rutherford đã phân biệt và đặt tên (năm 1899) trên cơ sở khả năng xuyên thấu tương ứng của chúng. Và cái tên này đã được sử dụng cho đến nay.

## Các nghiên cứu khác
Villard đã dành nhiều thời gian để hoàn thiện các phương pháp đo liều chiếu bức xạ an toàn hơn và chính xác hơn, vốn đã được thực hiện rất thô sơ cho đến thời điểm đó (thường là bằng cách đánh giá chất lượng của hình ảnh bàn tay của người thí nghiệm được tạo ra trên một phim tấm). Năm 1908, Villard đi tiên phong trong việc sử dụng buồng ion hóa để đo liều chiếu xạ ion hóa. Ông đã định nghĩa một đơn vị kerma mà sau này được đổi tên thành roentgen.

## Nghỉ hưu và chết
Khi Villard về hưu, ông rời Paris. Ông mất tại Bayonne, Pháp vào ngày 13 tháng 1 năm 1934.